# Brachypterodina gonzalezi
Brachypterodina gonzalezi là một loài bọ cánh cứng trong họ Chrysomelidae. Loài này được Flowers miêu tả khoa học năm 2004.